# 赖因哈茨哈根
赖因哈茨哈根是德国黑森州卡塞尔县的一个市镇。总面积12.98平方公里，总人口4795人，其中男性2371人，女性2424人（2011年12月31日），人口密度369人/平方公里。